# Фомицино (Галичский район)
Фомицино — упразднённая деревня в Берёзовском сельском поселении Галичского района Костромской области России. Исключена из учётных данных в 2024 году.

## История
Согласно Спискам населённых мест Российской империи в 1872 году деревня относилась к 1 стану Чухломского уезда Костромской губернии. В ней числилось 15 дворов, проживало 28 мужчин и 45 женщин.
Согласно переписи населения 1897 года в деревне проживало 88 человек (38 мужчин и 50 женщин).
Согласно Списку населённых мест Костромской губернии в 1907 году деревня относилась к Муравьищенской волости Чухломского уезда Костромской губернии. По сведениям волостного правления за 1907 год в ней числилось 7 крестьянских дворов и 37 жителей.
До муниципальной реформы 2010 года деревня также входила в состав Березовского сельского поселения.

## Население
По состоянию на 1 января 2014 года в деревне числилось 1 хозяйство, но постоянного населения она не имела.
| 2008 | 2010 | 2012 | 2014 |
| ---- | ---- | ---- | ---- |
| 0    | →0   | →0   | →0   |